# Дортикос Торрадо, Освальдо
Осва́льдо Дортико́с Торра́до (исп. Osvaldo Dorticós Torrado; 17 апреля 1919, Сьенфуэгос — 23 июня 1983, Гавана) — кубинский политический деятель.

## Биография
По образованию юрист. Политическую деятельность начал с 16 лет в левом студенческом движении, затем — в рядах Народно-социалистической партии. В период борьбы против тирании Р. Ф. Батисты вступил в Революционное движение. В конце 1958 года был арестован и выслан из страны в Мексику. После победы Революции в январе 1959 года назначен министром по делам революционной законности. С июля 1959 года — президент Республики Куба; эту должность исполнял до декабря 1976 года. В 1961—1965 годах — член Национального руководства Объединённых революционных организаций, а затем Единой партии социалистической революции Кубы (ЕПСРК). С марта 1962 года — член Секретариата Национального руководства ЕПСРК.
В июле 1964 года был назначен министром экономики и по совместительству президентом Центрального совета планирования, сохраняя за собой должность президента страны. Аналогичную должность в Советском Союзе (Председатель Президиума Верховного Совета СССР) занимал с 1960 года Л. И. Брежнев. Однако 15 июля 1964 года Н. С. Хрущёв сместил Брежнева с «президентской» должности, и назначил на его место А. И. Микояна, от имени которого президент Кубы и получил в начале октября приглашение посетить СССР с официальным визитом.
Самолёт из Гаваны с президентом Кубы на борту приземлился во Внуково 14 октября 1964 года в 15 часов. Согласно дипломатическому протоколу, на аэродроме Освальдо Дортикоса Торрадо встречали: А. И. Микоян как Председатель Президиума Верховного Совета СССР, и В. В. Гришин, на тот момент председатель ВЦСПС и кандидат в члены Политбюро ЦК КПСС. Встретив кубинского гостя, Микоян и Гришин вернулись в Кремль, где в этот день начал работу Пленум ЦК КПСС, посвящённый смещению Хрущёва с занимаемых им постов главы партии и Совета Министров СССР.
Официальная встреча президента Кубы с советским руководством в Кремле состоялась на следующий день, 15 октября. Посол Кубы в СССР Карлос Оливарес Санчес, сопровождавший президента на приёме, предварительно известил его о только что происшедшей смене руководства СССР. С советской стороны во встрече и переговорах с Освальдо Дортикосом Торрадо участвовали: Л. И. Брежнев, только что избранный Первым секретарём ЦК КПСС, и А. Н. Косыгин, только что назначенный Председателем Совета министров СССР — для каждого из которых президент Кубы стал первым главой иностранного государства, которого они принимали от имени СССР на высшем уровне. Кроме них, во встрече с президентом Кубы 15 октября 1964 года участвовали действующий Председатель Президиума Верховного Совета СССР А. И. Микоян и трое будущих Председателей Президиума: Н. В. Подгорный (1965—1977), Ю. В. Андропов (1983—1984) и министр иностранных дел СССР А. А. Громыко (1985—1988).
С июля 1966 года Освальдо Дортикос Торрадо возглавлял Национальный совет гражданской обороны. С октября 1965 член ЦК, Политбюро и Секретариата ЦК компартии Кубы. С декабря 1976 года — член Государственного совета республики Куба.
23 июня 1983 года, не перенеся смерти супруги, покончил жизнь самоубийством (застрелился).